# NGC 5674
NGC 5674 é uma galáxia espiral barrada (SBc) localizada na direcção da constelação de Virgo. Possui uma declinação de +05° 27' 31" e uma ascensão recta de 14 horas, 33 minutos e 52,2 segundos.
A galáxia NGC 5674 foi descoberta em 12 de Maio de 1793 por William Herschel.